# Pisica neagră (Star Trek: Seria originală)
Pisica neagră (Catspaw) este un episod din sezonul al II-lea al Star Trek: Seria originală care a avut premiera la 27 octombrie 1967. A fost scris de Robert Bloch și regizat de Joseph Pevney.

## Prezentare
Două ființe extraterestre atotputernice amenință siguranța navei Enterprise și a echipajului ei cu puterile lor magice.